# Jedovatí hadi

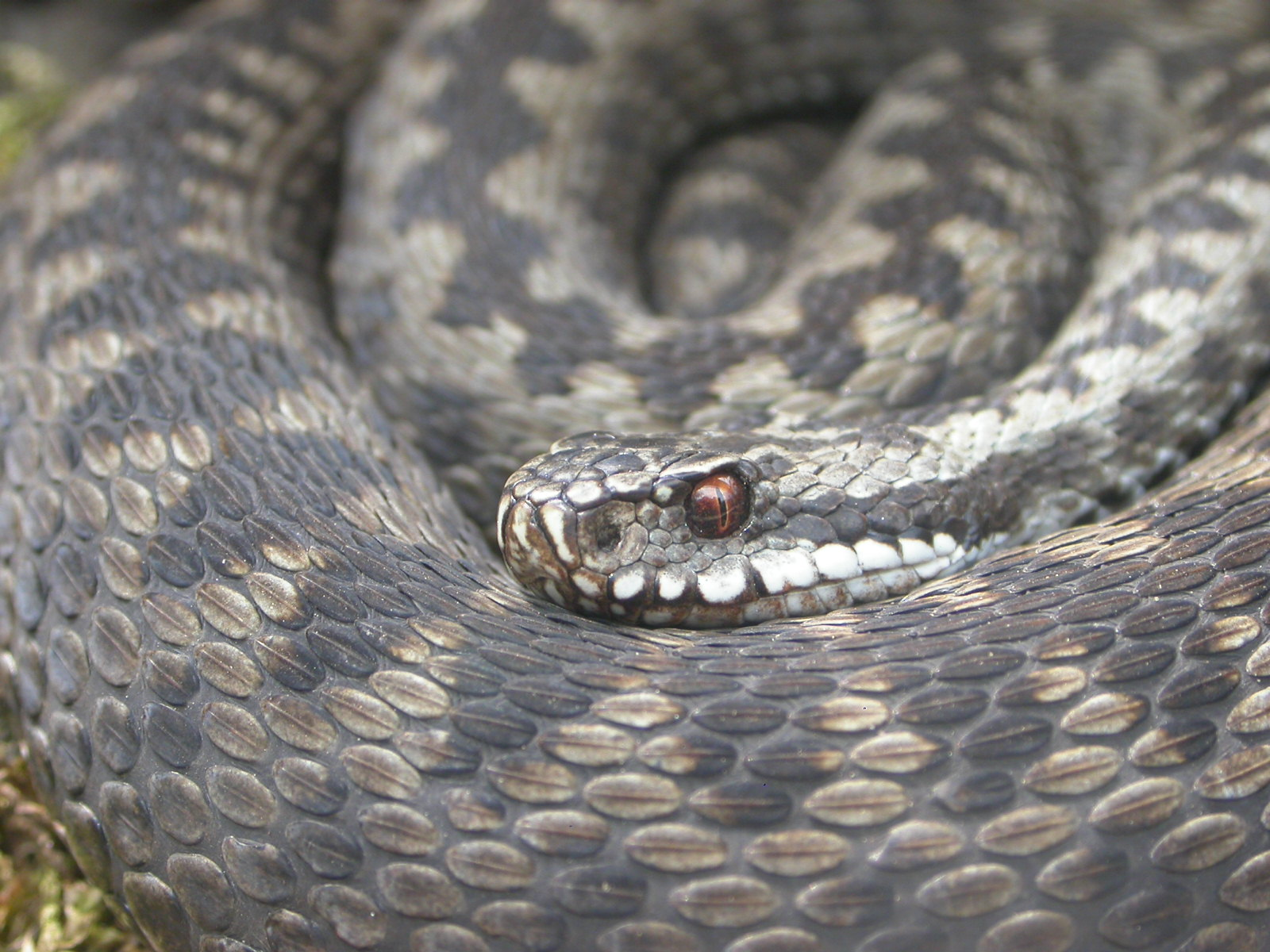
Zmije obecná

Jedovatý had je druh hada, který je schopen produkce hadího jedu (toxinu) a jeho použití.

## Počty druhů jedovatých hadů
Na světě žije asi 410 druhů jedovatých hadů, což je malý zlomek z celkových přibližně 2800 druhů hadů. Z těchto 500 může člověka vážněji ohrozit jen polovina.[zdroj?] Jedovatí hadi používají jed k lovu kořisti, ale někdy i k sebeobraně. Uštknutý živočich na něj reaguje např. ochromením nebo potížemi s dýcháním – záleží na druhu jedu. Nejprudší jed mají mořští hadi vodnáři, ze suchozemských hadů je nejjedovatější taipan menší. Nejdelším jedovatým hadem je kobra královská, která může dorůst délky až 5 metrů. Z hlediska čeledí jsou jedovatí všichni korálovcovití, zemězmijovití a zmijovití hadi. Z čeledi užovkovitých je jedovatá jen asi třetina druhů. V České republice žije jediný jedovatý had, a to zmije obecná. Je to nejseverněji žijící had světa.[zdroj?]
I druhy běžně pokládané za nejedovaté ve valné většině nějaký jed (správnější je výraz xenobiotikum) přesto produkují. Vytvářejí ho v tzv. Duvernoyově žláze, odkud je přímo vypouštěn do ústní dutiny. Do rány se tak nedostává pomocí jedových zubů (ty nejsou vůbec přítomny, jde o druhy tzv. aglyfní), ale rozptýlený ve slinách. Tímto aparátem disponuje valná většina „nejedovatých hadů“ – mimo jiné např. i užovka obojková (Natrix natrix) – přičemž primární úlohou takových xenobiotik není paralýza, popř. usmrcení kořisti, ale převážně spolupůsobení na trávení. Pro člověka nepředstavují žádné nebezpečí.

## Hadí jed
Při vyslovení sousloví „jedovatý had“ si mnozí představí duté zuby s funkcí jako injekční stříkačka. Tento druh vpravování jedu do těla oběti mají vyvinut jen vývojově nejmladší hadi. Většina jej mísí se slinami. Nejnebezpečnější druh hadího jedu je ten, co obsahuje neurotoxiny (složka, která způsobuje selhání mozkových a míšních částí nervového systému); ten mají např. kobry, korálovci a mamby. Po hadím uštknutí většinou oběť zemře na nedostatek kyslíku, protože ochromené svalstvo už není schopno se nadechnout, a tím začnou odumírat mozkové buňky.

## Nakládání s jedem
Nejčastějším způsobem, jak dostat jed do oběti, je uštknutí. Jiným mechanismem však disponují tzv. plivající kobry.

## Rozdělení podle jedových zubů

### Opistoglyfní hadi
Mezi opistoglyfní hady patří jedna skupina hadů z čeledi užovkovitých, např. bojgy, šírohlavci nebo šípovci. Tito hadi mají v zadní části horní čelisti zvětšené zuby. Je v nich podélná rýha a jsou spojeny s jedovými žlázami. Na rozdíl od aglyfních užovek tak jsou opistoglyfní hadi schopni vstříknout do těla kořisti jed. Kousnutí těmito hady jsou málo častá, neboť zuby jsou v zadní části tlamy. Při uštknutí člověka tak často nedojde k vyplavení dostatečného množství jedu do rány a tak fatální uštknutí jsou velmi vzácná.

### Proteroglyfní hadi
Mezi proteroglyfní hady patří všechny druhy z čeledi korálovcovitých, např. kobry, mamby nebo mořští hadi vodnáři. Tito hadi mají jedové zuby v přední části tlamy, pevně spojené s kostí. Je v nich částečně uzavřená podélná rýha, kterou stéká (může být i vystřikován) silný jed z jedových žláz. Jed proteroglyfních hadů může být buď neurotoxin nebo myotoxin.

### Solenoglyfní hadi
Solenoglyfní hadi jsou všechny druhy patřící do čeledi zmijovitých, např. zmije, chřestýši, křovináři nebo ploskolebci. Jedové zuby těchto hadů jsou v přední části horní čelisti. Když má had zavřenou tlamu, jsou zuby sklopeny podél horního patra. Když je však připraven k útoku, vyklopí zuby dopředu. Jed protéká uzavřeným kanálkem uprostřed zubu. U solenoglyfních hadů převažují zejména hemotoxiny.